# Paul Schmiedlin
Paul Schmiedlin, född 2 juni 1897 i Basel, död 2 juli 1981 i Bern, var en schweizisk fotbollsspelare.
Schmiedlin blev olympisk silvermedaljör i fotboll vid sommarspelen 1924 i Paris.